# Danh lam thắng cảnh Bàn Than – Hòn Mang – Hòn Dứa
Danh lam thắng cảnh Bàn Than – Hòn Mang – Hòn Dứa là cụm danh thắng thuộc xã Tam Hải, thành phố Đà Nẵng (trước đây thuộc huyện Núi Thành, tỉnh Quảng Nam). Nơi đây được UBND tỉnh Quảng Nam xếp hạng Danh thắng cấp tỉnh vào tháng 9 năm 2017 và được Bộ Văn hóa, Thể thao và Du lịch xếp hạng là di tích quốc gia tháng 2 năm 2023.

## Vị trí và tên gọi
Bàn Than là một bãi đá nằm trên xã đảo Tam Hải, Hòn Mang và Hòn Dứa là 2 đảo nhỏ kế cận, trên vùng cửa biển sông Trường Giang. Ghềnh đá Bàn Than có chiều dài khoảng 2 km, khoảng cách từ đảo Tam Hải đến Hòn Mang, Hòn Dứa khoảng 0.5–1 km.
Theo dân địa phương, Tên gọi Bàn Than là do nơi đây có ghềnh đá phẳng mịn ví như những chiếc bàn khổng lồ của tạo hóa, đen tuyền như than, còn tên gọi Hòn Mang, Hòn Dứa được đặt là do dựa vào những loại cây đặc trưng mọc nhiều trên hai hòn đảo nhỏ này, đó là cây dứa gai và cỏ mang.

## Tổng quan

### Cảnh quan
Bàn Than – Hòn Mang – Hòn Dứa với phong cảnh biển, bãi cát trắng, rừng dừa xanh và những bãi đá trầm tích. Hòn Dứa có một bãi cát dài vàng mịn phù hợp để ca nô, thuyền bè cập bờ và việc tổ chức các hoạt động vui chơi, tắm biển.

### Địa chất - địa mạo
Tại khu vực Bàn Than, có một vách đá màu đen dài hơn 2 km, cao khoảng 40m, được xếp chồng lên nhau. Những lớp đá này có nhiều tư thế khác nhau, bao gồm nghiêng, chờm hoặc đứt đoạn, và được xem là di sản địa chất độc đáo. Các nhà địa chất cho rằng đây không phải là đá núi lửa mà là đá gốc, có tuổi đến 400 triệu năm, từng nhô lên khỏi mặt biển qua một đợt kiến tạo địa chất. Các đá trầm tích lục nguyên và núi lửa cũng được lộ ra ở nhiều nơi dọc bờ biển, có tính phân lớp và phiến hóa mạnh, tạo thành những lớp mỏng xếp chồng nhau với nhiều màu sắc khác nhau như xám, xanh và phớt đỏ.
Khu vực này là một di sản địa chất quan trọng, bao gồm các thành phần như cổ sinh, địa tầng, địa mạo, cấu trúc - kiến tạo, karst, đá, và cổ môi trường phong phú. Đây là nơi có những đặc điểm tiêu biểu cho quá trình tiến hóa của vỏ Trái Đất, liên quan đến sự hình thành và tách giãn Biển Đông. Khu vực này có giá trị đối với việc nghiên cứu và hiểu rõ các giai đoạn phát triển địa chất của vỏ Trái Đất.
Vào tháng 8 năm 2017, đã diễn ra một hội thảo khoa học có tên "Nhận diện giá trị di sản địa chất tại huyện Núi Thành". Sự kiện này có sự tham gia của nhiều nhà khoa học uy tín, nhấn mạnh giá trị của di sản địa chất và văn hóa tại khu vực Núi Thành, đặc biệt là về giá trị địa chất và cảnh quan thiên nhiên của cụm danh thắng này.

### Sinh thái biển
Khu vực Bàn Than – Hòn Mang – Hòn Dứa bao gồm 90ha rạn san hô với khoảng 100 loài, chủ yếu là san hô gạc nai và san hô khối, cùng với 41 loài rong biển, 168 loài cá. Trong số đó, có nhiều loài có giá trị kinh tế cao, chẳng hạn như cá hồng, cá mú, cá lượng, tôm hùm đỏ, tôm hùm sỏi, rong biển và nhiều loài ốc.
Từ năm 2006 đến 2008, 1.300 tảng san hô trên 120 khu vực nhân tạo và bề mặt đá gốc đã được phục hồi trong một khu vực nước có diện tích 500m2 ở độ sâu từ 2 đến 6 mét trên sườn phía đông nam của Hòn Dứa, nhờ vào sự hợp tác của ngư dân địa phương và Viện Hải Dương học Nha Trang.
Từ năm 2009, dự án bảo tồn và sử dụng bền vững hệ sinh thái rạn san hô Tam Hải đã được cộng đồng cư dân xã Tam Hải phối hợp với Hội Liên hiệp phụ nữ huyện Núi Thành thực hiện, với sự hỗ trợ của Quỹ Môi trường toàn cầu. Dự án này đã đóng góp vào việc bảo vệ môi trường biển và phát triển du lịch sinh thái cộng đồng.